# May Day
May Day é uma personagem do filme 007 Na Mira dos Assassinos, décimo-quarto da franquia cinematográfica de James Bond e último com Roger Moore no papel de 007. Foi interpretada pela atriz e cantora jamaicana Grace Jones.

## Características
Negra, alta e atlética, May Day é a mortal e intimidadora guarda-costas, capanga e amante do vilão do filme, o milionário industrial e psicopata Max Zorin. Com um estilo de amazona fria, sem senso de humor, força sobre-humana e aspecto e olhar ameaçador, ela costuma fazer treinos de artes marciais com Zorin que acabam em sessões de amor selvagem.

## Filme
Ela aparece primeiramente em Ascot, durante o tradicional evento de turfe, junto com Zorin, quando chama a atenção de Bond. Depois, faz uma dramática aparição numa cena na Torre Eiffel, quando assassina um agente francês, salta de pára-quedas do restaurante no alto da torre, toda vestida de negro e com uma enorme capa, e escapa de barco. Primeira bond girl sexualmente agressiva, quando faz amor com Bond na mansão de Zorin, assume o comando da relação, sempre por cima do espião.
Comandando um grupo de mulheres-assassinas sob o comando de Zorin, May Day tenta matar Bond várias vezes, uma elas afogando-o dentro de um Rolls Royce num lago, inconsciente no banco traseiro, de onde ele escapa respirando pelo bico de ar do pneu sobressalente.
Ao fim do filme, May Day troca de lado, aliando-se a Bond, depois que Zorin a trai, detonando antes do tempo as bombas que fazem desabar parte da mina, enchendo-a de água e matando quase todos os trabalhadores e as assistentes de May Day dentro dela. Ela ajuda o espião a desarmar o dispositivo de uma bomba destinada a fazer explodir centenas de quilos de explosivos por dentro da mina - situada na falha de San Andreas - e que causariam um terremoto e a inundação de Silicon Valley, na Califórnia. Retirando a bomba-detonadora de dentro da caverna, ela a coloca num carrinho de transporte ferroviário, pilotado por ela, para fora da mina. Quando o pequeno transporte dispara e os freios automáticos não funcionam, e ela vê que só mantendo os freios abertos manualmente o carrinho pode continuar a avançar até a saída da mina, ela escolhe ficar em cima do carro, apesar dos gritos de Bond para que pule, e morre instantaneamente quando a bomba explode, fora da mina e sem perigo de desabamento. Suas últimas palavras são: "Pegue Zorin por mim!" 